# 巴利阿里海

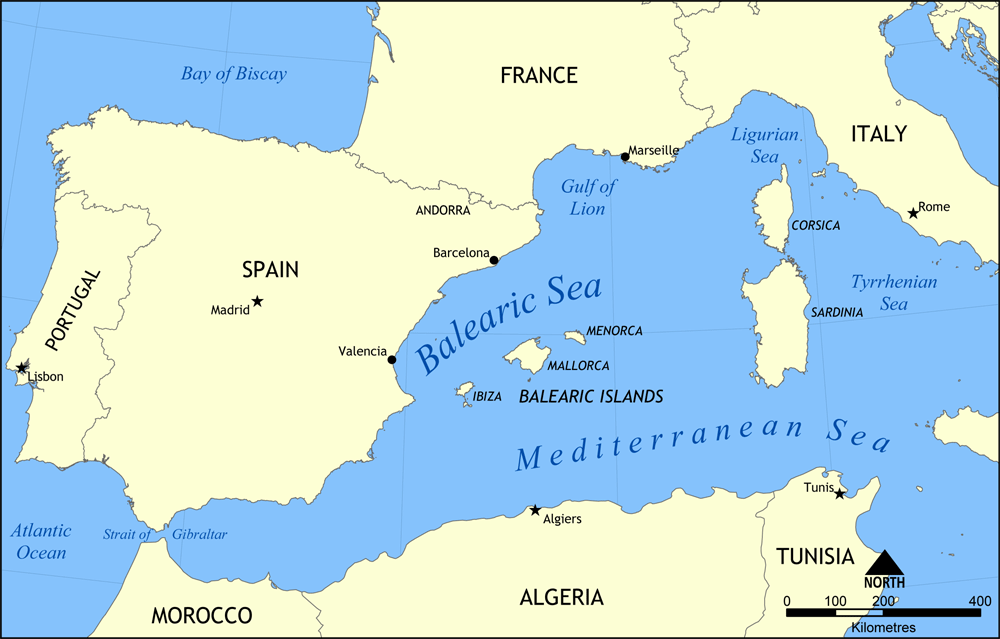
巴利阿里海地圖。

巴利阿里海又被稱為伊比利海（Mar Ibérico）或加泰隆尼亞海（Mar Catalana），是西地中海的一部份，位於伊比利半島東岸與巴利阿里群島之間的海域。西鄰阿爾沃蘭海、東接里昂灣。主要島嶼有巴利亞利群島，包括馬略卡島、米諾卡島、伊維薩島及佛門提拉島。此海域主要由西班牙的厄布魯河（Ebro）流入。

## 沿岸城市
加泰隆尼亞
- 巴塞羅納（Barcelona）
- 瓦倫西亞（València）
- 帕爾馬（Palma de Mallorca）
- 伊維薩（Eivissa）